# Crímenes de guerra en Manchukuo

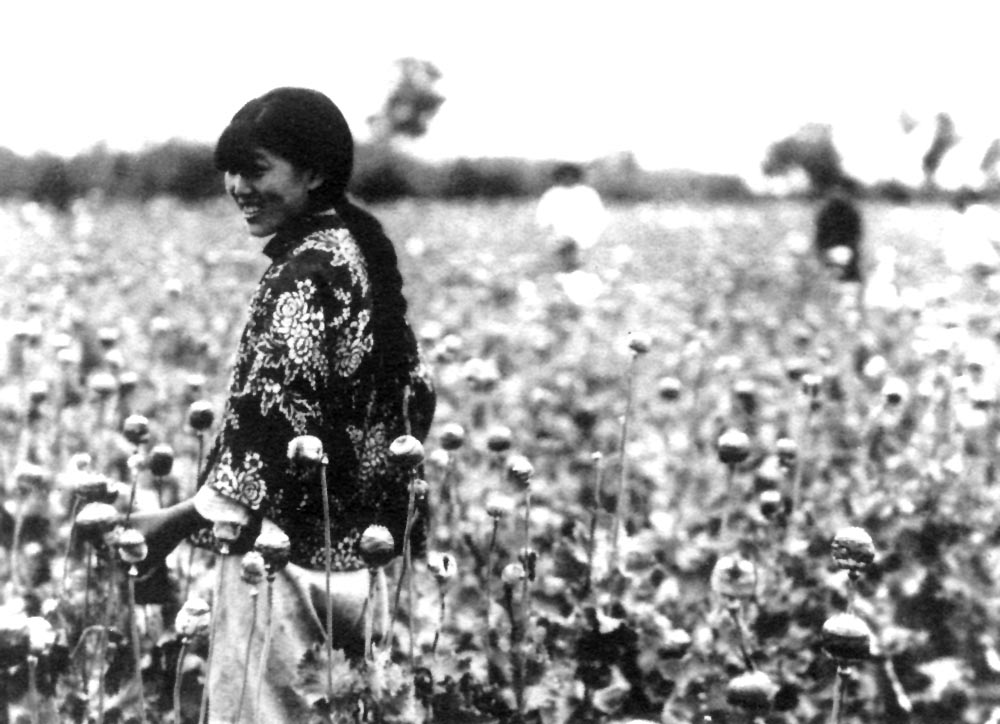
Cosecha de adormidera en el norte de Manchukuo.

Los crímenes de guerra en Manchukuo se cometieron durante el control del Imperio del Japón en el noreste de China, ya sea directamente o a través de su estado títere de Manchukuo, de 1931 a 1945. Se han denunciado varios crímenes de guerra, pero han recibido relativamente poca atención histórica.

## Base legal
Aunque el Imperio del Japón no firmó los Convenios de Ginebra, que han proporcionado la definición estándar de crimen de guerra desde 1864, los crímenes cometidos hay que juzgarlos respecto a otros aspectos del derecho internacional y japonés. Por ejemplo, muchos de los presuntos delitos cometidos por el personal japonés infringían la ley militar japonesa y no estaban sujetos a consejo de guerra, como exige esa ley. Japón también violó varios acuerdos internacionales que había firmado, incluidas disposiciones del Tratado de Versalles, como la prohibición del uso de armas químicas, y las Conferencias de La Haya de 1899 y 1907, que protegen a los prisioneros de guerra. El gobierno japonés también firmó el Pacto Briand-Kellogg (1929), por lo que sus acciones en 1937-45 están sujetas a cargos de crímenes contra la paz, un cargo que se presentó en los Juicios de Tokio para enjuiciar a criminales de guerra "clase A". Los criminales de guerra de "clase B" eran los culpables de crímenes de guerra per se, y los criminales de guerra de "clase C" eran los culpables de crímenes de lesa humanidad. El gobierno japonés también aceptó los términos establecidos por la Declaración de Potsdam (1945) después del final de la guerra. La declaración aludía, en el artículo 10, a dos tipos de crímenes de guerra: uno era la violación de las leyes internacionales, como el abuso de prisioneros de guerra; el otro estaba obstruyendo las "tendencias democráticas entre el pueblo japonés" y las libertades civiles dentro de Japón.
En Japón, el término "crímenes de guerra japoneses" generalmente solo se refiere a casos juzgados por el Tribunal Penal Militar Internacional para el Lejano Oriente, también conocido como los Juicios de Tokio, después del final de la Guerra del Pacífico. Sin embargo, el tribunal no procesó las acusaciones de crímenes de guerra que involucraban a oficiales de rango medio o personal de menor rango. Estos se trataron por separado en los juicios celebrados en China y en la Unión Soviética después de la rendición de Japón.
Los historiadores revisionistas han objetado que tales crímenes ocurrieran. Los grupos nacionalistas de extrema derecha en Japón han negado y calificado los crímenes de guerra como "propaganda antijaponesa" para colocar al Japón moderno bajo una luz negativa con fines políticos.

## Crímenes de guerra

### Experimentación con humanos
Artículo principal: Escuadrón 731
Unidades militares especiales japonesas llevaron a cabo experimentos con civiles y prisioneros de guerra en Manchukuo. Uno de los más conocidos fue el Escuadrón 731. Las víctimas fueron sometidas a vivisección sin anestesia y fueron utilizadas para probar armas biológicas, entre otros experimentos.
Entre 3.000 y 12.000 hombres, mujeres y niños murieron durante la experimentación humana realizada por el Escuadrón 731.

### Armas biológicas y químicas
Según los historiadores Yoshiaki Yoshimi y Seiya Matsuno, el emperador Hirohito autorizó el uso de armas químicas en China. Además, "decenas de miles, y quizás hasta 200.000 chinos murieron de peste bubónica, cólera, ántrax y otras enfermedades", como resultado del uso de la guerra biológica. Aunque debido a la destrucción sistemática japonesa de registros, no hay registro de armas químicas o biológicas en el propio Manchukuo, estas armas de destrucción masiva fueron parcialmente investigadas, producidas y almacenadas en Manchukuo por el Ejército de Kwantung.

### Trabajos forzados
El uso de mano de obra forzada por parte de los militares japoneses también causó muchas muertes. Según un estudio conjunto de los historiadores Zhifen Ju, Mitsuyochi Himeta, Toru Kubo y Mark Peattie, más de 10 millones de civiles chinos fueron movilizados para realizar trabajos forzados en Manchukuo bajo la supervisión del Kōa-in.
A los trabajadores forzados a menudo se les asignaba trabajo en condiciones peligrosas sin las debidas precauciones de seguridad. El desastre minero más mortífero del mundo, en Benxihu, ocurrió en Manchukuo.

### Violación de los derechos humanos
- Arresto de civiles sin causa justificada por la policía local de Manchukuo o las autoridades japonesas.
- Tortura de presos en cárceles penales o militares.
- Desapariciones y ejecución extrajudicial de opositores políticos.
- Derechos civiles preferenciales para súbditos japoneses sobre otras nacionalidades.
- Apropiaciones forzosas de tierras con o sin orden legal a favor de ciudadanos japoneses o empresas privadas y gubernamentales.
- Utilización de bandas criminales para el robo e intimidación de la oposición política

### Tráfico de drogas
En 2007, un artículo de Reiji Yoshida en el Japan Times argumentó que las inversiones japonesas en Manchukuo se financiaban en parte con la venta de drogas. Según el artículo, un documento que afirmaba haber sido encontrado por Yoshida implicaba directamente al Kōa-in en la provisión de fondos a los traficantes de drogas en China en beneficio de los gobiernos títeres de Manchukuo, Nanjing y Mongolia. Este documento corrobora la evidencia analizada anteriormente por el tribunal de Tokio que declaró que
El verdadero propósito de Japón al involucrarse en el tráfico de drogas era mucho más siniestro que incluso el libertinaje del pueblo chino. Japón, habiendo firmado y ratificado las convenciones del opio, estaba obligado a no involucrarse en el tráfico de drogas, pero encontró en la supuesta pero falsa independencia de Manchukuo una oportunidad conveniente para llevar adelante un tráfico de drogas en todo el mundo y echar la culpa a ese estado títere. En 1937, se señaló en la Sociedad de Naciones que el 90% de todas las drogas blancas ilícitas en el mundo eran de origen japonés.

## Juicios por crímenes de guerra

### Juicios sobre crímenes de guerra de Jabárovsk
Artículo principal: Juicios sobre crímenes de guerra de Jabárovsk
A finales de 1949, numerosos miembros del antiguo Ejército de Kwantung que habían sido capturados en la invasión soviética de Manchuria fueron condenados en relación con las actividades del Escuadrón 731 y unidades relacionadas por sus conexiones con crímenes de lesa humanidad y el uso de armas químicas y biológicas.

### Juicios de Tokio
Artículo principal: Tribunal Penal Militar Internacional para el Lejano Oriente
El Tribunal Penal Militar Internacional para el Lejano Oriente condenó a varios altos funcionarios japoneses en relación con la invasión de Manchuria, el establecimiento de Manchukuo y la conspiración para librar una guerra de agresión contra China. Entre los condenados a muerte con fuertes conexiones con Manchukuo se encontraban altos oficiales del Ejército de Kwantung, Hideki Tōjō, Akira Mutō, Seishirō Itagaki y Kenji Doihara.